# 箱根登山鉄道ケ100・ケ200形客車
箱根登山鉄道ケ100形・ケ200形客車（はこねとざんてつどうケ100がた・ケ200がたきゃくしゃ）は、箱根登山鉄道（現：小田急箱根）が同社鋼索線用に1995年に投入したケーブルカー車両。

## 概要
鋼索線の設備更新工事が行われた1995年にスイス・ベルンのガングロフ社にて製造され、同年3月16日に運行を開始。関東のケーブルカー初の2両連結車・日本国内のケーブルカー初の冷房車として登場した。強羅側がケ100形、早雲山側がケ200形となっており、先頭部窓下には編成番号が記され、101-201がHT1編成、102-202がHT2編成を名乗る。塗装は、それまでの小田急ロマンスカーNSEと同じオレンジ＋グレーから、HiSEと同じ赤＋白になった。
室内にはクロスシートが配され、連結面側のみロングシート（優先席）になっている。吊革も優先席前にのみ設置されている。定員は1両で126名（乗務員含む）、2両での最大乗車人員は251名（乗務員1名含む）となり、登山電車3両分以上の輸送力を誇る。パンタグラフは各車先頭部に1基ずつ搭載され、当初は菱形のものだったが、後年シングルアーム型に変更された。側扉は平行四辺形状のもので、斜めにスライドして開閉する。
検修作業は早雲山駅で行われる。このため早雲山駅構内の線路はピット構造となっている。
なお、設備更新工事では大型車両に更新されることから軌道強化が行われ、巻上機もスイス、フォンロール社（de:Von Roll）製のものに更新されている。
その後、2020年春にかけて鋼索線の設備更新工事が行われる事となり、当形式は2019年（令和元年）12月2日の最終運行をもって引退し、翌12月3日に解体のため搬出された。なお、台車のみ翌2020年より運行開始したケ10・ケ20形に流用されている。